# Атаев, Хикмет Исмаил оглы
Хикмет Исмаил оглы Атаев (азерб. Atayev Hikmət İsmayıl oğlu; 4 февраля 1953 год, Загатала, Азербайджанская ССР — 7 марта 2013 год) — государственный и политический деятель. Депутат Милли меджлиса Азербайджанской Республики III, IV созывов, член Постоянной комиссии Милли Меджлиса по социальной политике.

## Биография
Родился Хикмет Атаев 24 февраля 1953 году в Загатале, ныне Республики Азербайджан. Завершил обучение на лечебно-профилактическом факультете Азербайджанского государственного медицинского университета. В соверщшенстве владел русским и английским языками.
С 1977 года работал хирургом в центральной больнице Загатальского района, с 2002 года — заведующий хирургическим отделением. С 2005 по 2006 годы работал в должности председателя муниципалитета города Загаталы.
Был членом партии «Новый Азербайджан».
13 мая 2006 года избран депутатом Национального собрания от Загатальского избирательного округа № 110. Был членом Постоянной комиссии Милли Меджлиса по социальной политике. Являлся членом рабочих групп по межпарламентским связям Азербайджан-Федеративная Республика Германия, Азербайджан-Великобритания, Азербайджан-Финляндия, Азербайджан-Украина.
7 марта 2013 года двигаясь на автомобиле марки ВАЗ-2106 из Грузии в направлении Балакены, попал в дорожно-транспортное происшествие, столкнулся с автомобилем марки ВАЗ-21015. В результате от полученных травм Хикмет Атаев скончался на месте.
Женат, воспитывал четверых детей.